# Raja Tuha
Raja Tuha is een bestuurslaag in het regentschap Aceh Tamiang van de provincie Atjeh, Indonesië. Raja Tuha telt 534 inwoners (volkstelling 2010).